# Anlaby with Anlaby Common
Anlaby with Anlaby Common ist eine Gemeinde in der englischen Unitary Authority East Riding of Yorkshire.  Sie besteht aus den Teilorten Anlaby und Anlaby Common. Sie grenzt direkt westlich an Kingston upon Hull und bildet mit der Großstadt praktisch einen einheitlichen urbanen Raum. Anlaby with Anlaby Common besaß bei der Volkszählung im Jahre 2001 9.883 Einwohner.
Der Vorort Anlaby Park gehört hingegen nicht mehr zur Gemeinde, da er sich bereits auf dem Stadtgebiet von Hull befindet. 
Nachbarstädte und -gemeinden von Anlaby with Anlaby Common sind (im Uhrzeigersinn, beginnend im Westen): Swanland, Kirk Ella, Willerby, Hull und Hessle.